# Union Township (comté de Clark, Missouri)
Pour les articles homonymes, voir Union Township.
Union Township est un ancien township  du comté de Clark dans le Missouri, aux États-Unis,. Il est fondé en 1868 et baptisé en référence à la communauté d'Union (en).

### Source de la traduction
- (en) Cet article est partiellement ou en totalité issu de l’article de Wikipédia en anglais intitulé « Union Township, Clark County, Missouri » (voir la liste des auteurs).